# Jürgen Backes
Jürgen Backes (* 1965 in Darmstadt) ist ein deutscher Musikmanager, Musikverleger und Musikproduzent.

## Leben
Jürgen Backes produziert seit 2008  mit seiner Produktionsfirma JBM Music & Media u. a. Schlager- und Party-Künstler. Im Jahr 2011 gründete er zusammen mit einem Geschäftspartner drei weitere Musik-Labels, die im Bereich Party, Schlager und Dance tätig sind.